# ATP Challenger Barranquilla
Das ATP Challenger Barranquilla (offizieller Name: Seguros Bolívar Open Barranquilla) war ein von 2011 bis 2016 jährlich stattfindendes Tennisturnier in Barranquilla, Kolumbien. Es war Teil der ATP Challenger Tour und wurde im Freien auf Sandplatz ausgetragen.

## Liste der Sieger

### Einzel
| Jahr | Sieger            | Finalgegner            | Ergebnis       |
| ---- | ----------------- | ---------------------- | -------------- |
| 2016 | Diego Schwartzman | Rogério Dutra da Silva | 6:4, 6:1       |
| 2015 | Borna Ćorić       | Rogério Dutra da Silva | 6:4, 6:1       |
| 2014 | Pablo Cuevas      | Martin Kližan          | 6:3, 6:1       |
| 2013 | Federico Delbonis | Facundo Bagnis         | 6:3, 6:2       |
| 2012 | Alejandro Falla   | Horacio Zeballos       | 6:4, 6:1       |
| 2011 | Facundo Bagnis    | Diego Junqueira        | 1:6, 7:64, 6:0 |

### Doppel
| Jahr | Sieger                           | Finalgegner                     | Ergebnis         |
| ---- | -------------------------------- | ------------------------------- | ---------------- |
| 2016 | Alejandro Falla Eduardo Struvay  | Gonzalo Escobar Roberto Quiroz  | 6:4, 7:5         |
| 2015 | Marcelo Arévalo Sergio Galdós    | Duilio Beretta Mauricio Echazú  | 6:1, 6:4         |
| 2014 | Pablo Cuevas Pere Riba           | František Čermák Michail Jelgin | 6:4, 6:3         |
| 2013 | Facundo Bagnis Federico Delbonis | Fabiano de Paula Stefano Ianni  | 6:3, 7:5         |
| 2012 | Nicholas Monroe Maciek Sykut     | Marcel Felder Frank Moser       | 2:6, 6:3, [10:5] |
| 2011 | Flavio Cipolla Paolo Lorenzi     | Alejandro Falla Eduardo Struvay | 6:3, 6:4         |